# Antineura stolata
Antineura stolata är en tvåvingeart som beskrevs av Osten Sacken 1881. Antineura stolata ingår i släktet Antineura och familjen bredmunsflugor.
Artens utbredningsområde är Filippinerna. Inga underarter finns listade i Catalogue of Life.